# Kostka nacaratus
Kostka nacaratus is een insect uit de familie van de gaasvliegen (Chrysopidae), die tot de orde netvleugeligen (Neuroptera) behoort. 
Kostka nacaratus is voor het eerst wetenschappelijk beschreven door Navás in 1913.